# Ламиса
Ламиса (англ. Lamesa; /ləˈmiːsə/) — город в США, расположенный в западной части штата Техас, административный центр округа Досон. По данным переписи 2010 года, число жителей составляло 9422 человека, по оценке Бюро переписи США в 2018 году в городе проживало 9042 человека. Расположенный к югу от Лаббока на Льяно-Эстакадо, Ламиса был основан в 1903 году.

## География
Ламиса расположен в центре округа Доусон, его координаты 32°43′59″ с. ш. 101°57′18″ з. д..
По данным Бюро переписи населения США, город имеет общую площадь 13,0 км² (5,0 кв. миль), из которых 0,08 квадратных километра (0,03 квадратных миль) или 0,62 % — вода.

### Климат
Согласно системе классификации климатов Кёппена, в Ламисе преобладает семиаридный климат умеренных широт (BSk). Климат в городе характеризуется высокой температурой летом (часто более 100 °F) и холодными зимними ночами (температура опускается ниже нуля в среднем 91 ночь в году). Средняя годовая температура воздуха составляет 61,4 °F, что делает Ламису девятым в списке самых холодных мест Техаса после таких городов, как Амарилло и Лаббок. В Ламисе выпадает в среднем 17,6 дюймов дождя и 4 дюйма снега ежегодно.
| Показатель                    | Янв. | Фев. | Март | Апр. | Май | Июнь | Июль | Авг. | Сен. | Окт. | Нояб. | Дек. | Год |
| ----------------------------- | ---- | ---- | ---- | ---- | --- | ---- | ---- | ---- | ---- | ---- | ----- | ---- | --- |
| Абсолютный максимум, °C       | 28   | 30   | 35   | 37   | 41  | 43   | 43   | 43   | 40   | 38   | 32    | 30   | 43  |
| Средний суточный максимум, °C | 13   | 16   | 20   | 25   | 29  | 34   | 35   | 34   | 30   | 25   | 18    | 14   | 25  |
| Средняя температура, °C       | 5    | 7    | 11   | 16   | 20  | 25   | 26   | 26   | 22   | 16   | 9     | 6    | 16  |
| Средний суточный минимум, °C  | −2   | −1   | 2    | 7    | 12  | 17   | 18   | 18   | 15   | 8    | 1     | −1   | 8   |
| Абсолютный минимум, °C        |      | −24  | −13  | −5   | 2   | 7    | 12   | 11   | 2    | −2   | −12   | −18  | −24 |
| Норма осадков, мм             | 10   | 10   | 10   | 30   | 50  | 50   | 50   | 40   | 50   | 50   | 10    | 10   | 430 |
| Источник: weatherbase.com     |      |      |      |      |     |      |      |      |      |      |       |      |     |

## Демография
Согласно переписи населения 2010 года в городе проживало 9422 человека, было 3549 домохозяйств и 2460 семей. Расовый состав города: 80,6 % — белые, 4,6 % — афроамериканцы, 0,7 % — коренные жители США, 0,4 % — азиаты, 0,1 % (6 человек) — жители Гавайев или Океании, 11,3 % — другие расы, 2,3 % — две и более расы. Число испаноязычных жителей любых рас составило 58,7 %.
Из 3549 домохозяйств, в 36,2 % живут дети младше 18 лет. 49 % домохозяйств представляли собой совместно проживающие супружеские пары (18,3 % с детьми младше 18 лет), в 14,8 % домохозяйств женщины проживали без мужей, в 5,4 % домохозяйств мужчины проживали без жён, 30,7 % домохозяйств не являлись семьями. В 27,6 % домохозяйств проживал только один человек, 13,6 % составляли одинокие пожилые люди (старше 65 лет). Средний размер домохозяйства составлял 2,63 человека. Средний размер семьи — 3,21 человека.
Население города по возрастному диапазону распределилось следующим образом: 31,6 % — жители младше 20 лет, 22,5 % находятся в возрасте от 20 до 39, 29,5 % — от 40 до 64, 16,4 % — 65 лет и старше. Средний возраст составляет 35,9 года.
Согласно данным опросов пяти лет с 2011 по 2015 годы, средний доход домохозяйства в Ламисе составляет 40 757 долларов США в год, средний доход семьи — 50 882 доллара. Доход на душу населения в городе составляет 23 052 доллара. Около 14,2 % семей и 17 % населения находятся за чертой бедности. В том числе 17,5 % в возрасте до 18 лет и 19 % в возрасте 65 и старше.

## Местное управление
Управление городом осуществляется мэром и городским советом, шесть членов которого избираются по округам.

## Инфраструктура и транспорт
Через Ламису проходят автомагистрали США 87 и 180, а также автомагистраль 137 штата Техас. Автомагистраль 87 США, Линн-Авеню, проходит по восточной части города и идёт с севера на юго-восток из Лаббока в Биг-Спринг. Автомагистраль 180 США проходит через центр города, а 4-й улице поворачивает на запад в Семинол, а за городом сворачивает на восток в Снайдер. Автомагистраль 137 штата Техас проходит через город, по Брайан-Авеню и ведет с северо-запада 38 миль (61 км) от Браунфилда на юг 45 миль (72 км) до Стантона. Автомагистраль 349 штата Техас ответвляется шоссе 137 к югу от Ламиса и ведёт на юго-запад в Мидленд.
В городе располагается муниципальный аэропорт Ламеса. Аэропорт располагает двумя взлётно-посадочными полосами длиной 1525 метров и 1221 метр. Ближайшим аэропортом, выполняющим коммерческие пассажирские рейсы, является Международный аэропорт Мидленда. Аэропорт находится примерно в 105 километрах к югу от Ламисы.

## Образование
Город обслуживает независимый школьный округ Ламиса.
В Ламисе находится филиал колледжа Говарда города Биг-Спринг.

## Экономика
Согласно бюджету города за 2016-2017 отчётный год, предполагаемые доходы города в 2016 году составят $11,03 млн., а расходы $11,4 млн. Большая часть экономики базируется на разведении крупного рогатого скота и хлопка.

## Средства массовой информации
В городе с периодичностью раз в 2 недели выходит газета «The Lamesa Press Reporter», также работают радиостанции: KPET (AM 690), KBKN (FM), KTXC (FM), и KJJT (FM). Системой кабельного телевидения управляет компания «Northland Cable Television».

## Отдых и развлечения
Каждый год в апреле в городе проходит соревнование по приготовлению пожаренных как курица стейков.
В городе располагается автокинотеатр Sky-Vue. После пожара в 2015 году кинотеатр пришлось закрыть. На крыше здания-экрана до получения известности выступал Бадди Холли.

### Музей Дал-Пасо
Музей Дал-Пасо — это коллекция местных артефактов и бывший отель, он расположен в центре города Ламиса. Название происходит от того, что Ламиса расположен на ровной равнине. В музее представлены предметы интерьера, инструменты и сельскохозяйственная техника. Также проходят выставки местных художников.

## Город в популярной культуре
- Фотография стены автокинотеатра является обложкой альбома «Down at the Sky-Vue Drive-In» кантри-певца Дона Уолсера. Песня «Hot Rod Mercury» из этого альбома посвящена жизни в Ламисе
- В телесериале Даллас компании CBS в городе находится одно из прибыльных нефтяных месторождений. В одной из сцен Джей Ар Юинг летит в аэропорт Ламисы, а вскоре после этого месторождение взрывают, а полиция убивает преступников, подорвавших вышки[16].

## Галерея

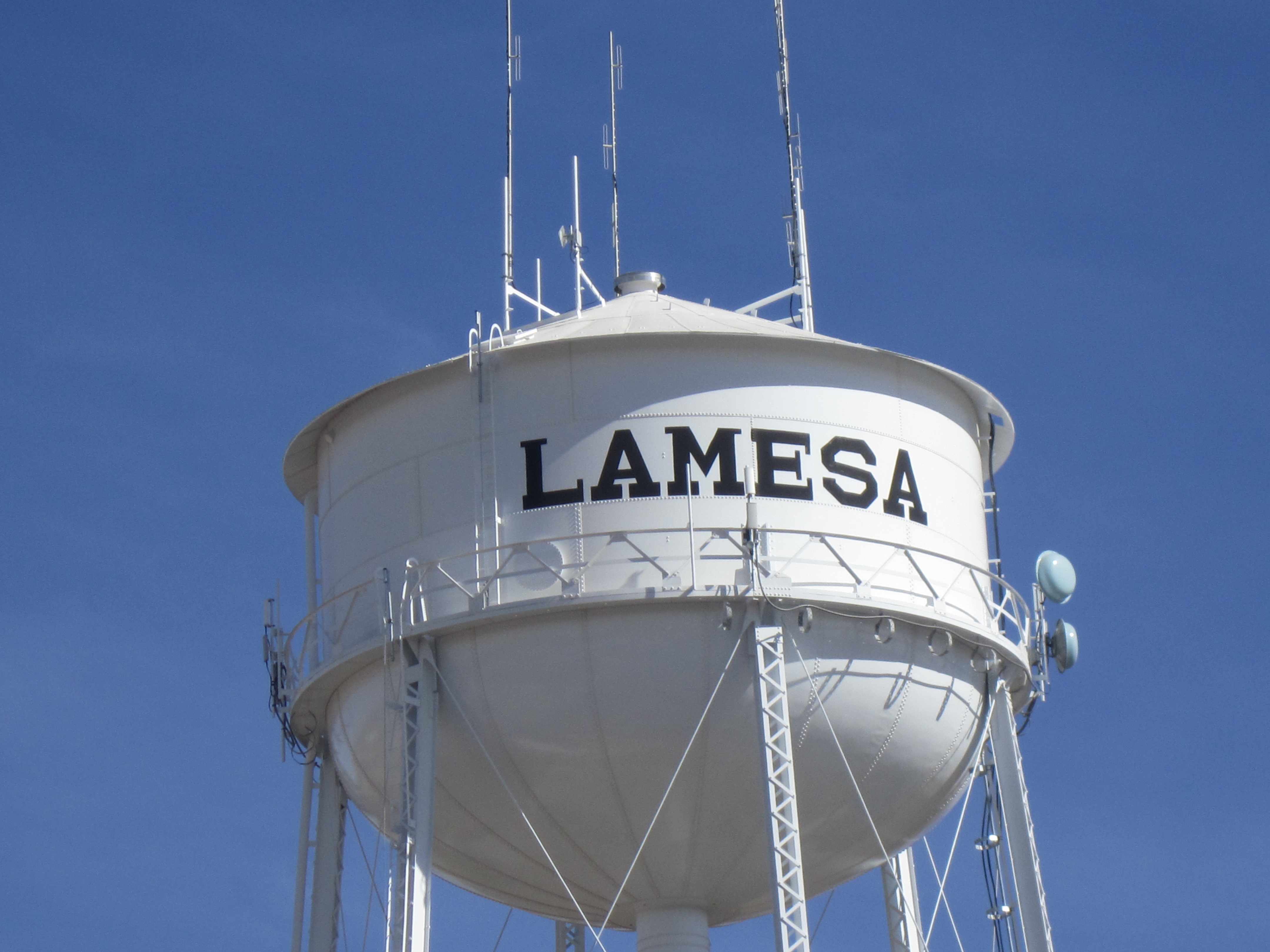
Водонапорная станция Ламисы
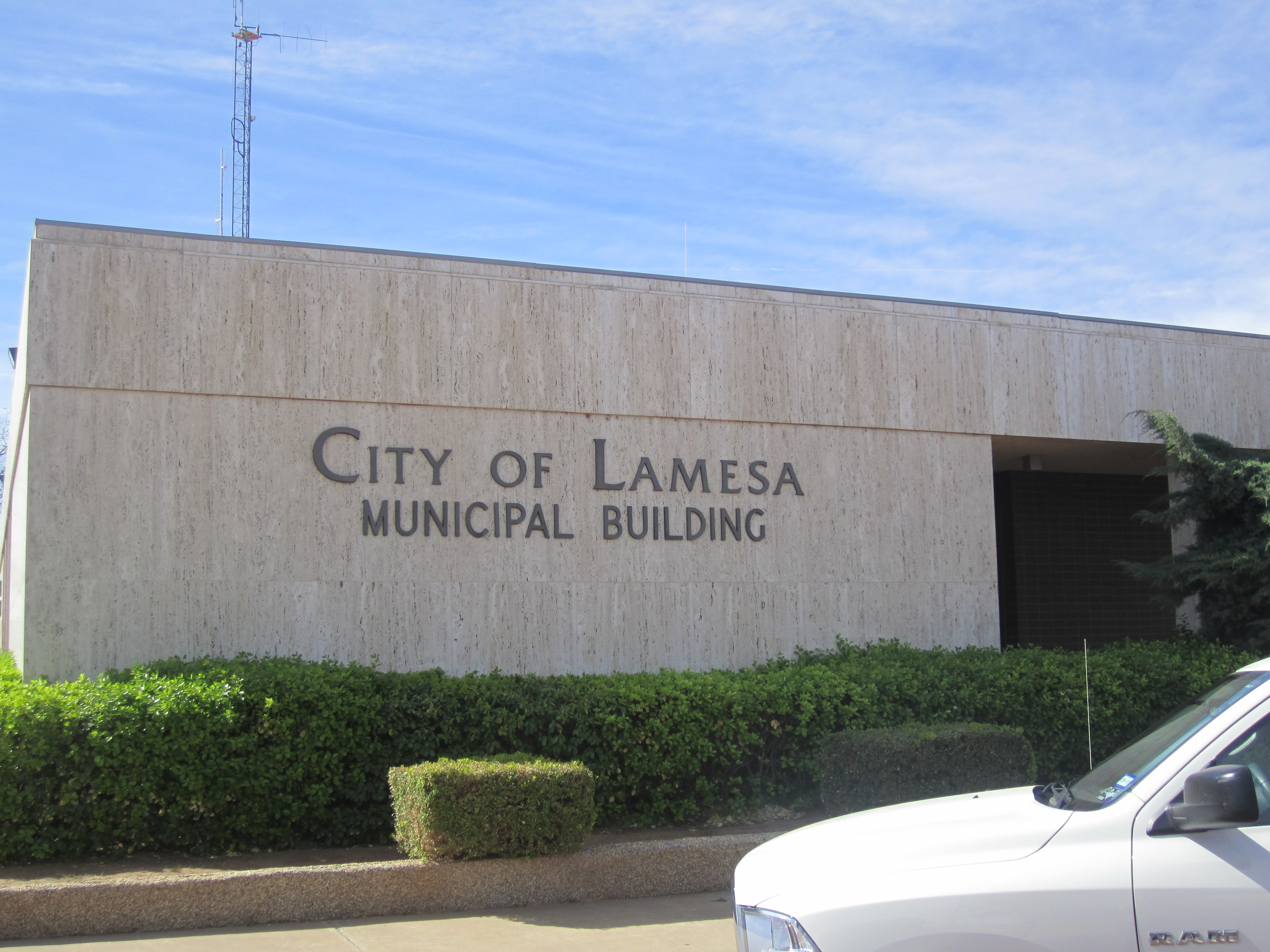
Мэрия Ламисы
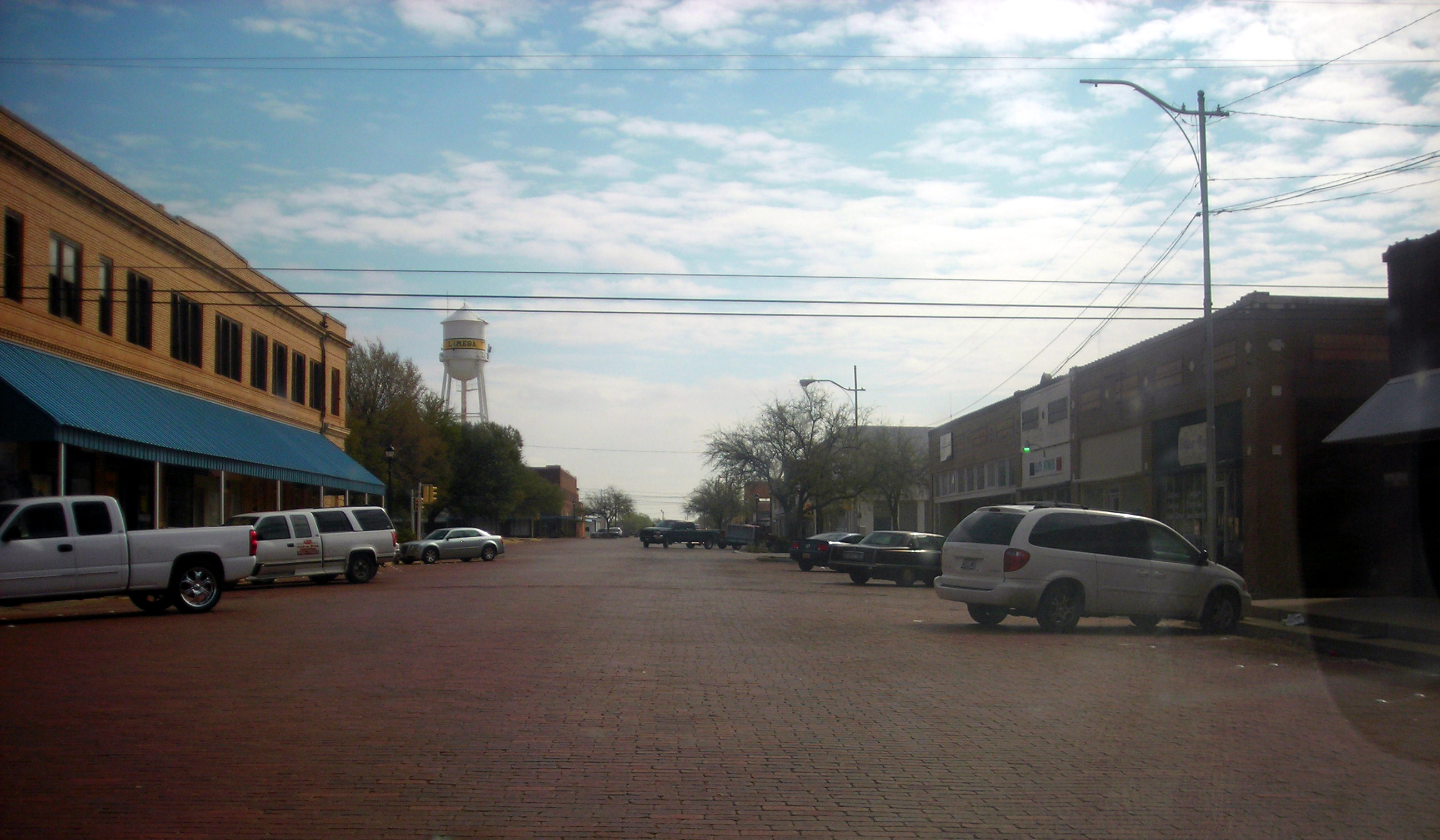
Вид на центр Ламисы
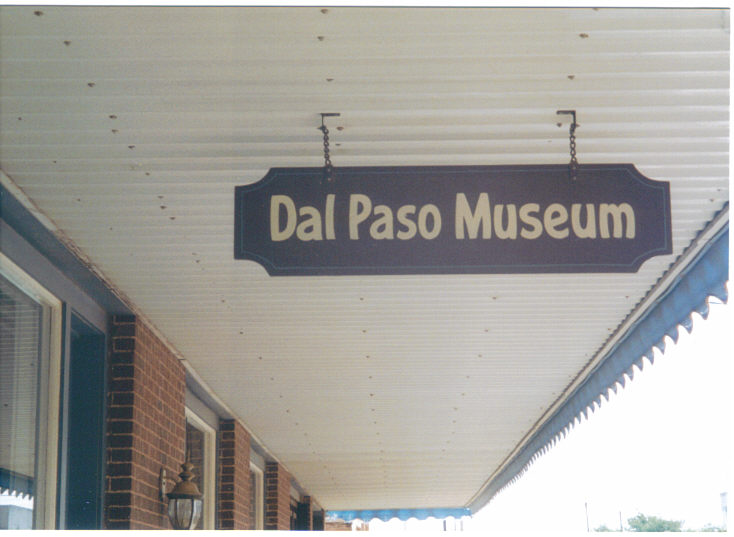
Вход в музей Даля Пасо в Ламисе, расположенном в бывшей гостинице
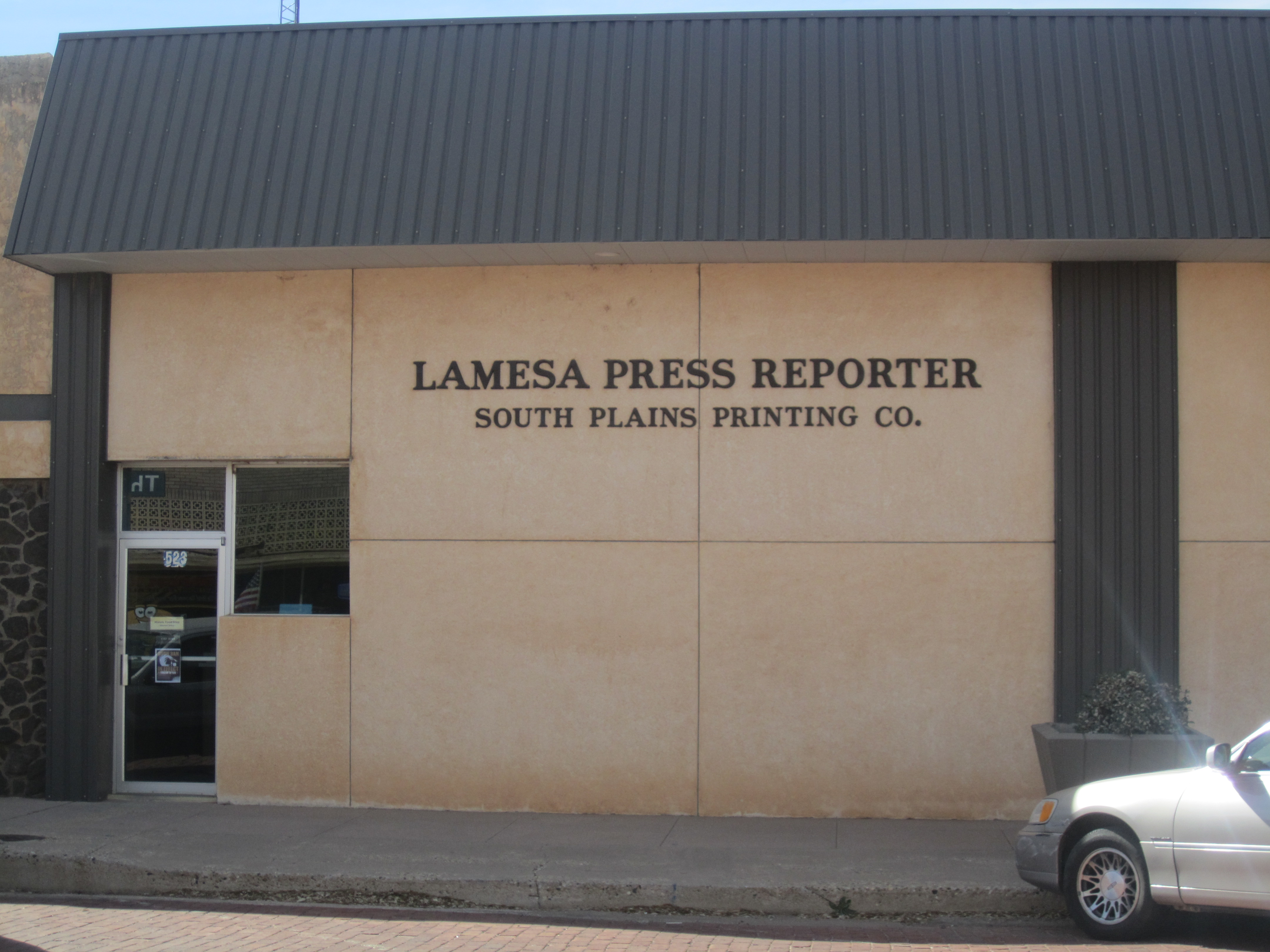
Редакция газеты «Ламиса пресс-репортёр»
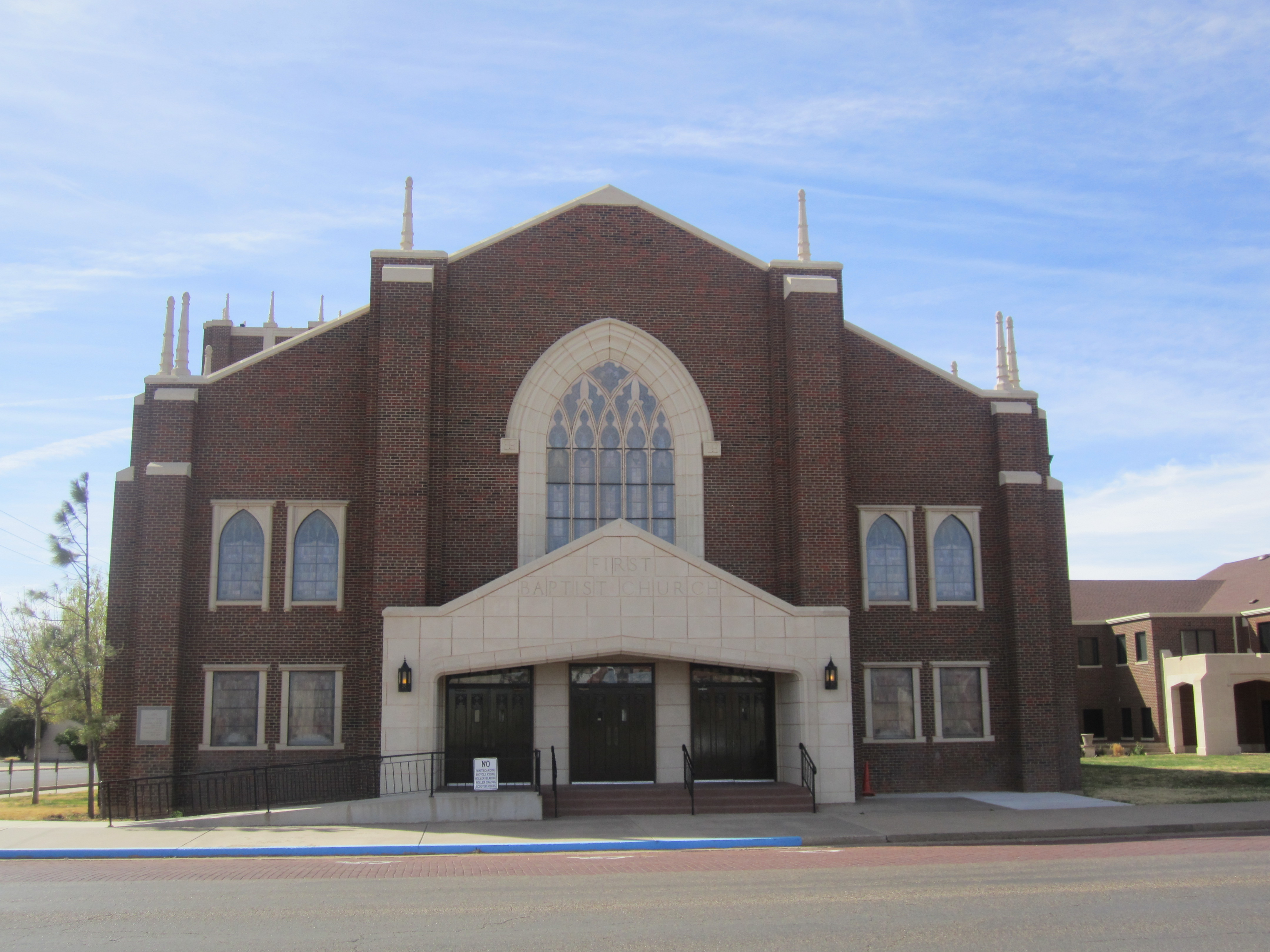
Первая баптистская церковь Ламисы на 1-й улице